# Pavoclinus myae
Pavoclinus myae är en fiskart som beskrevs av Christensen, 1978. Pavoclinus myae ingår i släktet Pavoclinus och familjen Clinidae. Inga underarter finns listade i Catalogue of Life.